# Пожарище (Нюксенское сельское поселение)
Пожарище — деревня в Нюксенском районе Вологодской области.
Входит в состав Нюксенского сельского поселения (с 1 января 2006 года по 8 апреля 2009 года входила в Уфтюгское сельское поселение), с точки зрения административно-территориального деления — в Уфтюгский сельсовет.
Расстояние до районного центра Нюксеницы по автодороге — 18 км. Ближайшие населённые пункты — Кокшенская, Заболотье, Мартыновская.
По переписи 2002 года население — 77 человек (34 мужчины, 43 женщины). Всё население — русские.

## Название
Название происходит от пожара, которым расчищали площади для строительства и распашки, и известно с 1609 года.

## Туризм
Ежегодно в конце мая проходит фольклорный праздник «Живая старина», приуроченный к Троицкому заговенью.